# Ngữ hệ Pama–Nyungar
Ngữ hệ Pama–Nyungar là ngữ hệ bản địa Úc phổ biến rộng rãi nhất, gồm khoảng 300 ngôn ngữ. Cái tên "Pama–Nyungar" xuất phát từ tên hai phân nhóm cách xa nhau nhất, nhóm ngôn ngữ Pama tại đông bắc Úc và nhóm ngôn ngữ Nyungar tại tây nam Úc. Cả hai từ pama và nyungar đều có nghĩa là "đàn ông".
Những ngữ hệ bản địa khác, nhỏ hơn tại Úc có khi được gọi chung là ngôn ngữ phi Pama–Nyungar, dù đây không phải một thuật ngữ phân loại hợp lệ. Ngữ hệ Pama–Nyungar phân bố gần như khắp Úc, với lượng người nói đông nhất và số lượng ngôn ngữ lớn nhất. Đa số ngôn ngữ Pama–Nyungar được nói bởi những nhóm dân tộc nhỏ với chỉ vài trăm người nói hoặc ít hơn. Nhiều ngôn ngữ, tuy không phải tất cả, được xem là đang bị đe dọa, và số khác thì đã biến mất gần đây.
Hệ Pama–Nyungar được xác định và đặt tên bởi nhà ngôn ngữ học Kenneth L. Hale, trong công trình nghiên cứu ngôn ngữ bản địa Úc của ông. Hệ Pama–Nyungar đã phát triển và lan rộng ra khắp Úc, trong khi những hệ khác tập trung tại phần bờ Bắc.

## Phục dựng
Tiếng Pama–Nyungar nguyên thủy có lẽ từng hiện diện cách nay 5.000 năm, nhỏ hơn nhiều so với con số 40.000-60.000 năm mà thổ dân đã sống ở Úc. Làm sao mà ngữ hệ Pama–Nyungar lan ra hầu khắp châu Úc và thế chỗ những ngôn ngữ tiền-Pama–Nyungar là điều chưa rõ.

### Ngữ âm
Hệ thống ngữ âm của ngôn ngữ Pama-Nyungar, theo phục dựng của Barry Alpher (2004), khá giống với của những ngôn ngữ bản địa Úc ngày nay.

#### Nguyên âm
|      | Trước | Sau  |
| ---- | ----- | ---- |
| Đóng | i iː  | u uː |
| Mở   | a aː  | a aː |

Chiều dài nguyên âm chỉ được phân biệt ở âm tiết đầu tiên của từ.

#### Phụ âm
|               | Ngoại vi | Ngoại vi      | Phiến lưỡi | Đầu lưỡi  | Đầu lưỡi |
| Đôi môi       | Ngạc mềm | Sau chân răng | Chân răng  | Quặt lưỡi |          |
| ------------- | -------- | ------------- | ---------- | --------- | -------- |
| Tắt           | p        | k             | c, cʲ      | t         | ʈ        |
| Mũi           | m        | ŋ             | ɲ          | n         | ɳ        |
| Cạnh lưỡi     |          |               | ʎ          | l         | ɭ        |
| R             |          |               |            | r         | ɽ        |
| Bán nguyên âm | w        | w             | j          |           |          |

## Phân loại
Vào lúc người châu Âu đến Úc, có khoảng 300 ngôn ngữ Pama–Nyungar thuộc về trên 30 phân nhóm. Bên dưới là nhóm ngôn ngữ được liệt kê bởi Bowern (2011). Hệ Pama-Nyungar gồm một số ngôn ngữ khác biệt đến mức khó có thể đặt chúng vào bất kỳ nhóm nào, và cả những ngôn ngữ rất gần gũi nhau đến mức trở thành dãy phương ngữ.

### Phân loại truyền thống
Dọc theo bờ đông, từ Cape York tới eo biển Bass:
- Kala Lagaw Ya (1)
- Paman (41)
- Yidiny (1)
- Dyirbal (5)
- Murri (26)
- Waka–Kabi (5)
- Durubul (5)
- Bandjalang (4)
- Gumbaynggir (2)
- Anewan (Nganyaywana) (1)
- Wiradhuri (5)
- Yuin–Kuri (14)
- Gippsland (5)

Dọc theo bờ nam, từ Melbourne tới Perth:
- Yotayota (2)
- Kulin (13)
- Hạ Murray (9)
- Thura-Yura (8)
- Mirniny (2)
- Nyungar (11)

Dọc theo bờ tây:
- Kartu (5)
- Kanyara–Mantharta (8)
- Ngayarta (12)
- Marrngu (3)

Vào đất liền, phía nam của những ngôn ngữ phi Pama–Nyungar phía bắc:
- Ngumpin–Yapa (10)
- Warumungu (1)
- Warluwari (5)
- Kalkatungu (2)
- Mayi (Mayabic) (7)

Và được vây quanh bởi những nhánh kể trên:
- Wati (15)
- Aranda (9)
- Karna (18)
- Yardli (Yarli) (3)
- Muruwari (1)
- Baagandji (2)

Nằm tách biệt với các ngôn ngữ Pama–Nyungar khác:
- Yolŋu (10)

Phân loại trên không bao gồm những ngôn ngữ tuyệt chủng và thiếu thông tin như tiếng Barranbinja và nhóm ngôn ngữ Hạ Burdekin.